# Blockmakare

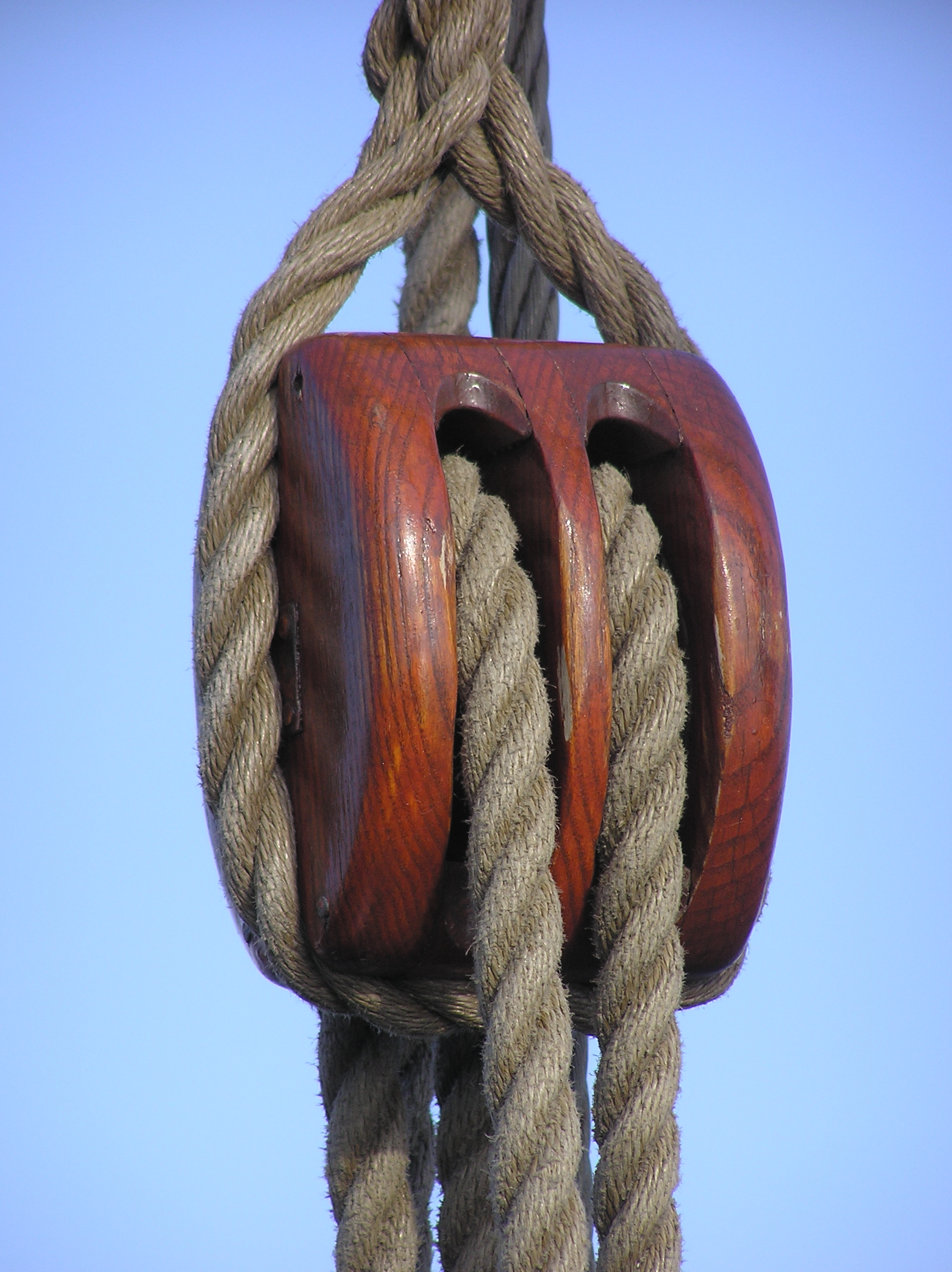
Block på ett segelfartyg

Blockmakare var en person som yrkesmässigt tillverkade hissblock och svarvade trissor av trä. Hissblock användes tillsammans med taljor vid upp- och nerhissande av tunga föremål. På segelfartygens tid var det ett viktigt hantverk – flottan hade egna anställda blockmakare.